# Lumbrineris amboinensis
Lumbrineris amboinensis är en ringmaskart som beskrevs av Grube 1877. Lumbrineris amboinensis ingår i släktet Lumbrineris och familjen Lumbrineridae. Inga underarter finns listade i Catalogue of Life.